# Basma Dries
Pour les articles homonymes, voir Dries.
Basma Dries, née le 17 novembre 1984, est une rameuse d'aviron algérienne.

## Carrière
Hafida Chaouch remporte la médaille d'argent en deux de couple avec Hafida Chaouch aux Championnats d'Afrique d'aviron 2005.
Aux Jeux africains de 2007, elle remporte la médaille d'or en deux de couple avec Hafida Chaouch.